# Syktyvkar
Syktyvkar (Russisch: Сыктывкар) is een stad in het noordoosten van Europees Rusland en de hoofdstad van de Republiek Komi. De stad ligt aan de Sysola nabij de monding in de Vytsjegda en telt circa 230.000 inwoners, waarvan 1/3 Zurjeens (Komi) en de rest merendeels Russisch. Het heeft een belangrijke houtverwerkende industrie. De stad heeft een vliegveld en een universiteit (sinds 1972). 

## Geschiedenis
Syktyvkar heeft sinds 1930 zijn huidige, Zurjeense naam (de Sysola heet in het Zurjeens Syktyv, kar betekent stad). Daarvoor heette het Oest-Sysolsk.
Oest-Sysolsk had als kleine nederzetting (toen 1700 inwoners) in 1780 van tsarina Catharina de Grote de status van stad gekregen. In de praktijk was het vooral een ballingsoord. De ruim 6000 inwoners die er in 1913 waren, waren voor 95% Zurjeens. Sindsdien heeft de stad zich stormachtig ontwikkeld en vestigden er zich vele Russen. In 1921 werd Oest-Sysolsk de hoofdstad van de Zurjeense autonome oblast (A.O.), in 1930 volgde de naamswijziging van de stad en in 1938 werd de A.O. een autonome socialistische sovjetrepubliek (ASSR), die sinds de opheffing van de Sovjet-Unie wordt voortgezet onder de naam republiek Komi.

## Bezienswaardigheden
- Stefanuskathedraal

Bestuurlijk centrum: Syktyvkar

Jemva · Inta · Mikoen · Oechta · Oesinsk · Petsjora · Sosnogorsk · Voektyl · Vorkoeta